# مدار ۵۷ درجه جنوبی
مدار ۵۷ درجه جنوبی، دایره‌ای از عرض جغرافیایی است که در ۵۷ درجهٔ جنوبی خط استوا  قرار دارد.

## گذر از مناطق
از نصف‌النهار مبدأ شروع می‌شود و به سمت مشرق ۵۷ درجه جنوبی از موارد زیر گذر می‌کند:
| مختصات‌ها                                            | کشور، قلمرو یا دریا | توضیحات |
| --------------------------------------------------- | ------------------- | --- |
| ۵۷°۰′ جنوبی ۰°۰′ شرقی / ۵۷٫۰۰۰°جنوبی ۰٫۰۰۰°شرقی     | اقیانوس اطلس        | |
| ۵۷°۰′ جنوبی ۲۰°۰′ شرقی / ۵۷٫۰۰۰°جنوبی ۲۰٫۰۰۰°شرقی   | اقیانوس هند         | |
| ۵۷°۰′ جنوبی ۱۴۷°۰′ شرقی / ۵۷٫۰۰۰°جنوبی ۱۴۷٫۰۰۰°شرقی | اقیانوس آرام        | |
| ۵۷°۰′ جنوبی ۶۷°۱۶′ غربی / ۵۷٫۰۰۰°جنوبی ۶۷٫۲۶۷°غربی  | اقیانوس اطلس        | Passing just north of Vindication Island and Candlemas Island, جورجیای جنوبی و جزایر ساندویچ جنوبی (claimed by آرژانتین) |